# Victorio Cruz Riverol
Victorio Cruz Riverol (Las Palmas, 23 de desembre de 1907 - Las Palmas, 7 de gener de 1999) fou un futbolista canari de la dècada de 1930.

## Trajectòria
Començà a jugar a futbol l'any 1923 al club Las Aguilas, passant a continuació al club Sporting de San José de la segona categoria. Amb 18 anys ingressà al Marino FC, club on jugà els seus millors partits i fou un ídol. La seva velocitat per la banda li feren mereixedor del sobrenom bala blava. L'any 1932 fitxà pel FC Barcelona a raó de 400 pessetes per partit, però una greu lesió de genoll va impedir que triomfés al Barça, arribant a disputar només 5 partits amistosos. Marxà al Recreativo de Granada, on jugà fins a 1936. En començar la Guerra Civil retornà a les Canàries, novament al Marino.